# ماركوس شارب
ماركوس شارب (1 يونيو 1970 - ) (بالإنجليزية: Marcus Sharp)‏ هو لاعب كريكت بريطاني.

## وصلات خارجية
- ماركوس شارب على موقع إي آس بي آن كريك إنفو (الإنجليزية)